# Паезана
Паеза̀на (на италиански: Paesana; на пиемонтски: Paisan-a, Пайзан-а, на окситански: Paisana, Пайзана) е малко градче и община в Северна Италия, провинция Кунео, регион Пиемонт. Разположено е на 614 m надморска височина. Населението на общината е 2784 души (към 2010 г.).